# Резолюція Генеральної Асамблеї ООН 74/17
Резолюція Генеральної Асамблеї ООН A/RES/74/17 «Проблема мілітаризації Автономної Республіки Крим та м. Севастополь (Україна), а також частин Чорного і Азовського морів» була схвалена 9 грудня 2019 року на 74-й сесії Генеральної Асамблеї ООН. У ній міститься пункт про захоплені Російською Федерацією ядерні об'єкти та інфраструктуру на окупованій території.
У відкритому голосуванні 63 країн-членів ООН висловилися «за», 19 — «проти», а 66 утримались.

## Ініціатори
Переглянутий проект резолюції A/74/L.12/Rev.1 від 2 грудня 2019 подали Австралія, Австрія, Албанія, Бельгія, Болгарія, Угорщина, Німеччина, Греція, Грузія, Данія, Ірландія, Ісландія, Іспанія, Італія, Канада, Латвія, Литва, Люксембург, Мальта, Нідерланди, Норвегія, Польща, Португалія, Республіка Молдова, Румунія, Північна Македонія, Словаччина, Словенія, Сполучене Королівство Великої Британії і Північної Ірландії, Сполучені Штати Америки, Туреччина, Україна, Фінляндія, Франція, Хорватія, Чорногорія, Чехія, Швеція та Естонія.

## Зміст
Резолюція засвідчила глибоке занепокоєння міжнародного співтовариства триваючими діями РФ з мілітаризації Кримського півострова, серед іншого, розміщенням озброєння та військової техніки, здатних нести ядерну зброю, та проведенням незаконних військових навчань. Такі дії загрожують стабільності у Чорноморському регіоні і поза його межами, а також матимуть негативні довгострокові екологічні наслідки.
ГА ООН привітала звільнення Росією 24 членів екіпажів трьох кораблів ВМС України. У зв'язку з поверненням кораблів Україні у неналежному стані, Асамблея закликала РФ невідкладно та без будь-яких умов повернути їхнє обладнання та озброєння.
Міжнародне співтовариство підтвердило чітку позицію щодо неприпустимості непогоджених з Україною візитів на Кримський півострів, а також закликало РФ припинити спроби розповсюдити свою юрисдикцію над ядерними об'єктами та матеріалами в Криму.

## Голосування
Оновлену версію проєкта резолюції A/74/L.12/Rev.1, яку запропонували 2 грудня 2019 року 39 держав-членів ООН, а 9 грудня до співавторства долучилися ще 3 держави (напівжирним шрифтом), ухвалили 9 грудня на 41 пленарному засіданні 74-ї сесії Генеральної Асамблеї кваліфікованою більшістю присутніх як A/RES/74/17:
| Голос         | Кількість | Держави-члени Організації Об'єднаних Націй |
| ------------- | --------- | --- |
| За            | 63        | Австралія, Австрія, Албанія, Андорра, Багамські Острови, Барбадос, Беліз, Бельгія, Болгарія, Вануату, Велика Британія, Гаїті, Гаяна, Гватемала, Гондурас, Греція, Грузія, Данія, Джибуті, Естонія, Замбія, Ізраїль, Ірландія, Ісландія, Іспанія, Італія, Канада, Кіпр, Латвія, Литва, Ліхтенштейн, Люксембург, Мальта, Маршаллові Острови, Молдова, Монако, Нідерланди, Німеччина, Нова Зеландія, Норвегія, Папуа Нова Гвінея, Північна Македонія, Польща, Португалія, Румунія, Сальвадор, Сан-Марино, Сінгапур, Словаччина, Словенія, Сполучені Штати Америки, Туреччина, Угорщина, Україна, Федеративні Штати Мікронезії, Фінляндія, Франція, Хорватія, Чехія, Чорногорія, Швейцарія, Швеція, Японія                                         |
| Проти         | 19        | Білорусь, Бурунді, Венесуела, Вірменія, Зімбабве, Іран, Камбоджа, Киргизстан, Китайська Народна Республіка, Куба, Лаос, М'янма, Нікарагуа, Північна Корея, Росія, Сербія, Сирія, Судан, Філіппіни |
| Утрималися    | 66        | Алжир, Ангола, Аргентина, Бангладеш, Бахрейн, Болівія, Боснія і Герцеговина, Бразилія, Бруней, Бутан, В'єтнам, Гана, Гренада, Домініканська Республіка, Еквадор, Еритрея, Ефіопія, Єгипет, Ємен, Індія, Індонезія, Ірак, Казахстан, Камерун, Катар, Кірибаті, Колумбія, Кот-д'Івуар, Кувейт, Лівія, Малайзія, Мальдіви, Мексика, Мозамбік, Монголія, Намібія, Науру, Непал, Нігерія, Об'єднані Арабські Емірати, Оман, Пакистан, Палау, Парагвай, Перу, Південна Корея, Південно-Африканська Республіка, Самоа, Саудівська Аравія, Сенегал, Сент-Вінсент і Гренадини, Сент-Люсія, Соломонові Острови, Суринам, Таїланд, Того, Тринідад і Тобаго, Туніс, Уганда, Уругвай, Фіджі, Центральноафриканська Республіка, Чад, Чилі, Шрі-Ланка, Ямайка |
| Не голосували | 45        | Азербайджан, Антигуа і Барбуда, Афганістан, Бенін, Ботсвана, Буркіна-Фасо, Габон, Гамбія, Гвінея-Бісау, Гвінея, Демократична Республіка Конго, Домініка, Екваторіальна Гвінея, Есватіні, Йорданія, Кабо-Верде, Кенія, Коморські Острови, Коста-Рика, Лесото, Ліберія, Ліван, Маврикій, Мавританія, Мадагаскар, Малаві, Малі, Марокко, Нігер, Панама, Південний Судан, Республіка Конго, Руанда, Сан-Томе і Принсіпі, Сейшельські Острови, Сент-Кіттс і Невіс, Сомалі, Східний Тимор, Сьєрра-Леоне, Таджикистан, Танзанія, Тонга, Тувалу, Туркменістан, Узбекистан |
| Всього        | 193       | |

## Значення і реакція
Постійний представник України при ООН Володимир Єльченко: Заклик Генасамблеї ООН до всіх країн не відвідувати Крим без погодження з Україною спричинив серйозне занепокоєння Росії. Україна використовуватиме резолюцію як доказову базу в судових процесах проти Росії. Крім того, її ухвалення допомагає тримати рівень політичного тиску на Росію і дасть змогу повернутися до питання здійснення спільного безпекового моніторингу ЄС і України в басейні Чорного й Азовського морів.
 У Міністерстві закордонних справ Росії заявили, що документ «містить неприйнятні звинувачення на адресу Росії, побудований на домислах, спекуляціях і перекручуванні фактів». Також відзначено, що порівняно з минулим роком кількість прихильників резолюції знизилася.